# Stadio Il Noce
Lo stadio Il Noce è lo stadio di Noceto. 
Situato in via Sordi 1 a Noceto, è composto di 5 campi da calcio di cui 2 in sintetico, tutti illuminati e omologati dalla Lega Nazionale Dilettanti.

## Football americano
Nel corso degli anni il Noce ha ospitato alcuni incontri di campionato dei Panthers Parma, fra cui un incontro di wild card del 2019.

## Calcio
Ospita le partite casalinghe dell'ASD Noceto, società che milita nel campionato di Promozione, e del GS Fraore, società attiva soprattutto nelle componenti giovanili partecipanti sia a campionati FIGC che CSI.
Dalla stagione 2023-2024 ospita le partite del Parma femminile, che aveva precedentemente giocato le gare al Tardini.